# ドルフ・ラングレン
ドルフ・ラングレン（Dolph Lundgren, 1957年11月3日 - ）は、スウェーデン・ストックホルム出身の俳優、空手家（極真会館→新極真会派 四段）。修士（化学）。フルブライト奨学生。本名はハンス・ルンドグレーン（Hans Lundgren）。身長公称196cm、体重108kg。愛称は「人間核弾頭」。

## 来歴

### 空手家
スウェーデン王立工科大学在学中に極真会館スウェーデン支部に入門して空手道を学んだ。1979年に日本で開催された第2回オープントーナメント全世界空手道選手権大会にスウェーデン代表として出場。まだ茶帯だったが、2回戦までの2試合ともに膝蹴りで一本勝ちを収めた。3回戦では同大会で優勝した中村誠に3回の延長戦のすえ、判定0対3で敗れた。審判長を務めた大山倍達から「次の世界大会では本命となるであろう選手の一人」と高い評価を受け、空手道選手として将来を嘱望された。当時の格闘技メディアはラングレンを「スウェーデンの若鷹」と称している。1980年と1981年にはヨーロッパ、1982年にはオーストラリアにおいてキックボクシングの大会に出場しこれを制覇している。1988年に来日した際には、極真会館総本部へ総裁である大山倍達を表敬訪問。その場で弐段を授与され、そのやりとりは、極真会館の機関誌である『月刊パワー空手』にも掲載された。東京体育館で1991年11月に開催された第5回オープントーナメント全世界空手道選手権大会と、2011年10月に開催された新極真会の第10回全世界空手道選手権大会で、それぞれ演武を行なった。

### 俳優

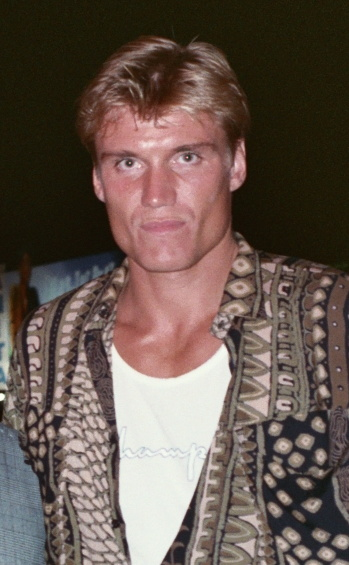
1990年

アメリカ合衆国でのモデルの仕事を経て、1985年に端役として『007 美しき獲物たち』に出演し映画デビューする。同年『ロッキー4/炎の友情』で敵役イワン・ドラゴ役に抜擢され、その端正な顔立ちとビルドアップされた肉体で一躍脚光を浴びる。ドラゴ役について、当初ラングレンは「背は高いがヘビー級ボクサーを演じるには線が細すぎる」として選考から外れていたが、本人の熱心な売り込みと、空手で鍛えたボクシングにはない軌道のパンチが監督・脚本・主演のシルヴェスター・スタローンの目に留まり、スタローンとともにウエイトトレーニングに励んだ結果、ほぼ筋肉のみで25ポンド（約11.3 kg）の増量に成功。これによりドラゴ役を正式に打診され、アクション俳優としての大きな飛躍のきっかけを作った（スタローンとはその後、2010年の映画『エクスペンダブルズ』でも共演し、2018年には『クリード 炎の宿敵』でふたたびドラゴとロッキーの役で共演している）。これ以降、一貫してアクション映画への出演にこだわり、『ディフェンダー』『レッド・リベンジャー』では監督業にも進出している。
1996年に開催されたアトランタオリンピックでは、近代五種競技のチームリーダーを務めた。

## 人物
母国では兵役義務があるため、スウェーデン軍沿岸砲兵隊のレンジャー部隊で軍務経験がある。
スウェーデン王立工科大学、シドニー大学、ワシントン州立大学、クレムソン大学、マサチューセッツ工科大学(MIT)で数学、物理学、化学を学んだ。シドニー大学では修士を取得。フルブライト奨学金を得てMITに進んだ。上記の留学により、母国語であるスウェーデン語のほかに英語、ドイツ語、フランス語、日本語を使いこなし、さらには知能指数が160であるとも言われているが、それらについては本人は否定している。
1994年にジュエリー・デザイナーのアネッテ・クヴィベリ (Anette Qviberg) と結婚したが、2011年に離婚している。1996年に長女、2002年に次女が誕生した。
2020年にノルウェー人パーソナルトレーナーのエマ・クロクダルと婚約し、2023年7月に結婚式を挙げた。
2023年5月、自身のがん闘病について2015年以降続けている事を公表した。

## 出演作品

### 映画
| 公開年 | 邦題 原題                                                                   | 役名                             | 備考                               | 吹き替え                                          |
| ------ | --------------------------------------------------------------------------- | -------------------------------- | ---------------------------------- | ------------------------------------------------- |
| 1985   | 007 美しき獲物たち A View To A KIll                                         | ヴェンス                         |                                    | 不明                                              |
| 1985   | ロッキー4/炎の友情 Rocky IV                                                 | イワン・ドラゴ                   |                                    | 若本規夫（TBS版） 大塚明夫（テレビ朝日版）        |
| 1987   | マスターズ/超空の覇者 Masters of the Universe                               | HE-MAN                           |                                    | 玄田哲章（テレビ東京版） 大塚明夫（テレビ朝日版） |
| 1988   | レッド・スコルピオン Red Scorpion                                           | ニコライ・ラチェンコ             |                                    | 大塚明夫（ソフト版、日本テレビ版）                |
| 1989   | パニッシャー The Punisher                                                   | フランク・キャッスル             |                                    | 大塚明夫                                          |
| 1990   | ダークエンジェル I Come in Peace / Dark Angel                               | ジャック・ケイン                 |                                    | 大塚明夫                                          |
| 1991   | デスロック/戦略ガス兵器を追え! Cover Up                                     | マイク・アンダーソン             |                                    | 大塚明夫                                          |
| 1991   | リトルトウキョー殺人課 Showdown in Little Tokyo                             | クリス・ケナー                   |                                    | （吹き替え版なし）                                |
| 1992   | ユニバーサル・ソルジャー Universal Soldier                                  | アンドリュー・スコット / GR13    |                                    | 大塚明夫（ソフト版、テレビ朝日版）                |
| 1993   | バニシング・レッド Joshua Tree                                              | ウェルマン・アンソニー・サンティ |                                    | 大塚明夫（ソフト版、テレビ朝日版）                |
| 1994   | ソルジャー・ゴールド Pentathlon                                             | エリック・ブロガー               | 兼製作総指揮                       | 大塚明夫（VHS版） 西垣俊作（DVD版）               |
| 1994   | メン・オブ・ウォー Men of War                                               | ニック・ガナー                   |                                    | 大塚明夫                                          |
| 1995   | JM Johnny Mnemonic                                                          | カール牧師                       |                                    | 青野武                                            |
| 1995   | シューター The Shooter                                                      | マイケル・デイン                 |                                    | 大塚明夫（ソフト版、テレビ東京版）                |
| 1996   | スナイパー/狙撃 Silent Trigger                                              | ワックスマン                     |                                    | 大塚明夫（ソフト版、テレビ東京版）                |
| 1997   | ピースキーパー The Peacekeeper                                              | フランク・クロス                 |                                    | 大塚明夫（ソフト版、テレビ朝日版）                |
| 1998   | ブラックジャック Blackjack                                                  | ジャック                         | テレビ映画                         | 大塚明夫（ソフト版、テレビ朝日版）                |
| 1998   | ヘブンズ・ゲート The Minion                                                 | ルーカス・サドロフ               | 別題『ザ・ミニオン/悪魔の封印』    | 大塚明夫                                          |
| 1998   | スウィーパーズ Sweepers                                                     | クリスチャン・エリクソン         | 日本劇場未公開                     | 大塚明夫                                          |
| 1999   | ブラック・ソルジャー Bridge of Dragons                                      | ウォーチャイルド                 | 日本劇場未公開                     | 大塚明夫                                          |
| 1999   | ドルフ・ラングレン ストーム・キャッチャー Storm Catcher                     | ジャック・ホロウェイ             | 日本劇場未公開                     | 大塚明夫                                          |
| 2000   | ジルリップス Jill Rips                                                      | マット・ソレンソン               | 別題『ジル・リップス 殺戮者』      | 山路和弘                                          |
| 2000   | ラストパトロール The Last Patrol                                            | ニック・プレストン               |                                    | 安井邦彦                                          |
| 2000   | エージェント・レッド Agent Red                                              | マット・ヘンドリックス           |                                    | 石塚運昇                                          |
| 2001   | ドルフ・ラングレン in エリミネイト・ソルジャー Hidden Agenda                | ジェイソン・プライス             | 日本劇場未公開                     | 江川央生                                          |
| 2003   | ドルフ・ラングレン in ディテンション Detention                              | サム・デッカー                   | 日本劇場未公開                     | 谷昌樹                                            |
| 2004   | ブラック・スコルピオン Direct Action                                        | フランク・ギャノン               | 日本劇場未公開                     | 飯島肇                                            |
| 2004   | Fat Slags                                                                   | Randy                            |                                    | N/A                                               |
| 2004   | ディフェンダー The Defender                                                 | ランス・ロックフォード           | 兼監督 日本劇場未公開              | 大塚明夫                                          |
| 2004   | ドルフ・ラングレン in レトログレイド2204 Retrograde                         | ジョン・フォスター               | 日本劇場未公開                     | 中田譲治                                          |
| 2005   | レッド・リベンジャー The Mechanik                                           | ニコライ・チェレンコ             | 兼監督・脚本 日本劇場未公開        | 山路和弘                                          |
| 2006   | L'inchiesta                                                                 | Brixos                           |                                    | N/A                                               |
| 2007   | ターゲットゼロ Diamond Dogs                                                 | ザンダー・ロンソン               | 日本劇場未公開                     | 不明                                              |
| 2007   | バトル・ライダー Missionary Man                                             | ライダー                         | 兼監督・脚本 日本劇場未公開        | 小杉十郎太                                        |
| 2009   | ドルフ・ラングレン ガーディアン Direct Contact                              | マイク                           | 日本劇場未公開                     | 不明                                              |
| 2009   | レッド・コマンダー Command Performance                                      | ジョー                           | 兼監督・脚本 日本劇場未公開        | （吹き替え版なし）                                |
| 2009   | ユニバーサル・ソルジャー:リジェネレーション Universal Soldier: Regeneration | アンドリュー・スコット           | 日本公開は2010年6月                | 山路和弘                                          |
| 2010   | ドルフ・ラングレン ザ・リベンジャー Icarus                                  | エドワード・ジェン / イカロス    | 兼監督 日本劇場未公開              | 内海賢二                                          |
| 2010   | エクスペンダブルズ The Expendables                                          | ガンナー・ヤンセン               |                                    | 大塚明夫                                          |
| 2011   | デス・リベンジ2 In the Name of the King 2: Two Worlds                       | グレンジャー                     | 日本劇場未公開                     | 西垣俊作                                          |
| 2012   | スモール・アパートメント ワケアリ物件の隣人たち Small Apartments            | メノックス                       | 日本劇場未公開                     | 山野井仁                                          |
| 2012   | ドルフ・ラングレン ダブル・トリガー Stash House                             | アンディ・スペクター             | 兼製作総指揮 日本劇場未公開        | 山路和弘（オンデマンド版）                        |
| 2012   | ASSASSIN アサシン One In The Chamber                                        | アレクセイ                       | 日本劇場未公開                     | 西垣俊作                                          |
| 2012   | エクスペンダブルズ2 The Expendables 2                                       | ガンナー・ヤンセン               |                                    | 大塚明夫                                          |
| 2012   | ユニバーサル・ソルジャー 殺戮の黙示録 Universal Soldier: Day Of Reckoning   | アンドリュー・スコット           |                                    | 谷昌樹                                            |
| 2013   | マキシマム・ブロウ The Package                                              | ジャーマン                       |                                    | 谷昌樹                                            |
| 2013   | レイク・モンスター 超巨大UMA出現! Legendary                                 | ハーカー                         | 日本劇場未公開                     | 不明                                              |
| 2013   | バトル・ハザード Battle of the Damned                                       | マックス・ガトリング少佐         | 兼製作総指揮 日本劇場未公開        | 山野井仁                                          |
| 2013   | レイジング・コップス Ambushed                                               | マックスウェル                   |                                    | 山野井仁                                          |
| 2013   | アウトレイジ・ギャング Blood of Redemption                                  | アクセル                         | 日本公開は2014年2月                | 山野井仁                                          |
| 2014   | ジャスティス・ウォー 〜正義の代償〜 A Certain Justice                       | ホリス                           | 兼製作 日本劇場未公開              | 大塚明夫                                          |
| 2014   | エクスペンダブルズ3 ワールドミッション The Expendables 3                    | ガンナー・ヤンセン               |                                    | 大塚明夫                                          |
| 2014   | バトルヒート Skin Trade                                                     | ニック・キャシディ               | 兼脚本・製作 日本公開は2015年7月   | （吹き替え版なし）                                |
| 2015   | 米軍極秘部隊ウォー・ピッグス War Pigs                                       | ハンス・ピコー大尉               | 日本劇場未公開                     | 大羽武士                                          |
| 2015   | アルティメット・エージェント 4Got10                                         | ボブ・ルーカー                   | 日本劇場未公開                     | （吹き替え版なし）                                |
| 2015   | ドルフ・ラングレン 処刑鮫 Shark Lake                                        | クリント・グレイ                 | 兼製作総指揮 日本劇場未公開        | 大塚明夫                                          |
| 2015   | 暴動/バトル・プリズン Riot                                                  | ウィリアム                       |                                    | （吹き替え版なし）                                |
| 2015   | Malchishnik                                                                 | Natasha's Husband                |                                    | N/A                                               |
| 2016   | ヘイル、シーザー! Hail, Caesar!                                             | ソ連潜水艦の艦長                 |                                    | （台詞なし）                                      |
| 2016   | キンダガートン・コップ2 Kindergarten Cop 2                                  | ザック・リード                   | 兼製作総指揮 日本劇場未公開        | 大塚明夫                                          |
| 2016   | ドルフ・ラングレン ゾンビ・ハンター Don't Kill It                           | ジェバダイア・ウッドリー         |                                    | 山野井仁                                          |
| 2016   | ファイトクラブ・レディズ Female Fight Club                                  | ホルト                           | 日本劇場未公開                     | さかき孝輔                                        |
| 2016   | Welcome to Willits                                                          | デレク                           |                                    | N/A                                               |
| 2017   | プリズン:インポッシブル Larceny                                             | ジャック                         | 日本劇場未公開                     | （吹き替え版なし）                                |
| 2017   | ハイジャック・ゲーム Altitude                                               | マシュー・シャープ               | 日本劇場未公開                     | 山野井仁                                          |
| 2017   | デッドトリガー Dead Trigger                                                 | ケイル・ウォーカー               | 日本公開は2019年4月                | 不明                                              |
| 2017   | Tour de Pharmacy                                                            | Gustav Ditters                   | テレビ映画 カメオ出演              | N/A                                               |
| 2017   | シャークネード5 ワールド・タイフーン Sharknado 5: Global Swarming           | 大人になったギル                 | テレビ映画 カメオ出演              | 宮本克哉                                          |
| 2018   | スティール・サンダー Black Water                                            | マルコ                           |                                    | 綿貫竜之介                                        |
| 2018   | クリード 炎の宿敵 Creed II                                                  | イワン・ドラゴ                   |                                    | 板取政明                                          |
| 2018   | アクアマン Aquaman                                                          | ネレウス王                       |                                    | 広瀬彰勇                                          |
| 2019   | 追跡者の掟 The Tracker                                                      | アイデン・ハカンソン             | 日本劇場未公開                     | （吹き替え版なし）                                |
| 2019   | アクセレーション Acceleration                                               | ヴラディク                       |                                    | 広瀬彰勇                                          |
| 2019   | ハード・ナイト・フォーリング Hard Night Falling                             | マイケル・アンダーソン           | 日本劇場未公開                     | 綿貫竜之介                                        |
| 2021   | 海中部隊シールチーム Seal Team                                              | ドルフ                           | 声の出演                           | 不明                                              |
| 2021   | ドッグ・アローン Pups Alone                                                 | ヴィクター                       | 日本劇場未公開                     | 大塚明夫                                          |
| 2021   | キャッスル・フォール Castle Falls                                           | リチャード・エリクソン           | 兼監督・製作 日本劇場未公開        | 綿貫竜之介                                        |
| 2022   | ミニオンズ フィーバー Minions: The Rise of Gru                              | スベンジャンス                   | 声の出演                           | 速水奨                                            |
| 2022   | セクション8:リベンジ・ミッション Section 8                                  | トム・メイソン                   | 日本劇場未公開                     | （吹き替え版なし）                                |
| 2022   | U・ボート オペレーション・シーウルフ Operation Seawolf                      | ハンス・ケスラー隊長             | 日本劇場未公開 WOWOW放送：10月27日 | 綿貫竜之介                                        |
| 2022   | ブラックパンサーズ 第761戦車大隊 Come Out Fighting                          | チェイス・アンダーソン少佐       | 日本劇場未公開                     | 不明                                              |
| 2023   | ベストマン 最強の介添人 The Best Man                                        | アンダース                       | 日本劇場未公開                     | 谷昌樹                                            |
| 2023   | エクスペンダブルズ ニューブラッド Expend4bles                               | ガンナー・ヤンセン               |                                    | 大塚明夫                                          |
| 2023   | Showdown at the Grand                                                       | Claude Luc Hallyday              |                                    | N/A                                               |
| 2023   | アクアマン/失われた王国 Aquaman and the Lost Kingdom                        | ネレウス王                       |                                    | 広瀬彰勇                                          |
| 2024   | ウォンテッドマン Wanted Man                                                 | トラヴィス・ジョハンセン         | 兼監督・脚本・製作                 | 山野井仁                                          |
| TBA    | Hellfire                                                                    | ワイリー                         | ポストプロダクション中             |                                                   |

### テレビシリーズ
| 放映年    | 邦題 原題                                                      | 役名                         | 備考                                             | 吹き替え           |
| --------- | -------------------------------------------------------------- | ---------------------------- | ------------------------------------------------ | ------------------ |
| 2012      | CHUCK/チャック Chuck                                           | マルコ                       | 第4シーズン第1話「チャック VS 記念日」           | 菅原正志           |
| 2013-2014 | SAFE -カリフォルニア特別救助隊- SAF3                           | ジョン・エリクソン           | 計12話出演                                       | （吹き替え版なし） |
| 2016-2017 | ARROW/アロー ARROW                                             | コンスタンティン・コヴァール | 計6話出演                                        | 佐々木誠二         |
| 2017      | Broken Sidewalk                                                |                              | パイロット版                                     | N/A                |
| 2019      | フィラデルフィアは今日も晴れ It's Always Sunny in Philadelphia | John Thundergun              | 第14シーズン第2話「Thunder Gun 4: Maximum Cool」 | N/A                |
| 2021      | The International                                              | Anders Soto                  | パイロット版：プリプロダクション中               | N/A                |

## 日本語吹き替え
『パニッシャー』以降、大半の作品で大塚明夫が主に担当しており、ドルフのフィックスと評されている。
大塚はラングレンを吹き替えることについて、「太い顎が特徴的な方ですが、どうしても僕はジャパニーズですから顔の形状が違うわけです。なるべく骨格から出てくる様な声に近づければと思いつつも、それだけにとらわれちゃうとお芝居がお留守になっちゃうので、そのバランスを考えながら演じています」と述べている。
このほかにも、山野井仁、谷昌樹、山路和弘、綿貫竜之介、広瀬彰勇、若本規夫なども声を当てている。